# Philip Tomalin
Philip Humphreys Tomalin (født 10. april 1858, død 12. februar 1940) var en fransk cricketspiller som deltog i de olympiske lege 1900 i Paris.
Tomalin var holdkaptajn på det franske hold Union des Sociétés Françaises de Sports Athlétiquess som tabte i finalen til det britiske crickethold Devon & Somerset County Wanderers med 104-262 i finalen, en finale som foregik over to dage. Cricket var med som en del af verdensudstillingen i Paris og det var først tolv år senere, i 1912 at International Olympic Committee besluttede at cricketkampen indgik som en del af det olympiske program. Det er den eneste gang at cricket har været med som olympisk sport.